# Stăncuță alpină
Stăncuța alpină (Pyrrhocorax graculus) este o pasăre din familia Corvidae, mai apropiată ca aspect de Pyrrhocorax pyrrhocorax (cioară alpină) decât de stăncuță (Corvus monedula). Stăncuța alpină trăiește la altitudinea de 1500–3900  m deasupra n.m..
Această pasăre are penaj negru lucios, un cioc galben, picioare roșii și strigăte distinctive. Stăncuța alpină se împerechează pe viață și arată fidelitate față de locul său de reproducere, care este de obicei o peșteră sau o crăpătură într-o stâncă.  Își construiește un cuib din bețe și depune trei până la cinci ouă albicioase cu pete maronii. Se hrănește, de obicei în turme, pe pășuni, urmărind în principal prada nevertebrată vara și fructele iarna. Se apropie cu ușurință de locurile turistice pentru a găsi hrană suplimentară.